# Grootseminarie van Hasselt
Het Grootseminarie van Hasselt is een voormalig grootseminarie in de Belgische stad Hasselt gelegen in de Tulpinstraat in Kiewit. Sinds 2006 huisvest het complex het Pastoraal Centrum Seminarie (PCS) en het Pastoraal Informatiecentrum (PIC).

## Geschiedenis
Voor de oprichting van het bisdom Hasselt in 1967 volgden Limburgse priester-kandidaten hun vorming aan het Kleinseminarie van Sint-Truiden en aan het Grootseminarie van Luik. In de jaren 1960 waren de bisschoppelijke diensten verspreid over verschillende locaties in Hasselt. De theologische opleiding was ondergebracht in het Minderbroedersklooster in Sint-Truiden.
In 1980 werd in de Tulpinstraat in het gehucht Kiewit een nieuw seminarie gebouwd naar ontwerp van de Hasseltse architect August Schepens. In 1983 trokken de eerste priester-kandidaten het nieuwe seminarie binnen. In 1989-1990 werd het seminarie uitgebreid.
In 2006 verhuisde de seminarie-opleiding van het bisdom Hasselt, net zoals die van de bisdommen Antwerpen, Gent en Mechelen-Brussel, naar het Johannes XXIII-seminarie in Leuven. In het voormalige Grootseminarie van Hasselt werden nadien de onderwijsbegeleidingsdiensten en de dienst kerkelijk kunstpatrimonium ondergebracht. In 2007 werd de parking heraangelegd.